# Ы̄
예리 마크론 Ы̄ ы̄(Yery with macron)는 키릴 문자의 하나이다.
이 문자는 알류트어(베링 방언), 에벤크어, 만시어, 나나이어, 네기달어, 울치어, 셀쿠프어에서 사용된다.